# أرامل
 أرامل (بالإنجليزية: Widows) هو فيلم إثارة وسرقة أمريكي من إخراج ستيف ماكوين الذي شارك كتابة السيناريو رفقة جيليان فلين. الفيلم من توزيع تونتيث سينتشوري فوكس. الفيلم من بطولة فيولا ديفيس، ميشيل رودريغيز، إليزابيث ديبيكي، ليام نيسون، وكولين فاريل، وآخرون. تبلغ مدة الفيلم 133 دقيقة.

## القصة
أربعة لصوص مسلحين قتلو في محاولة سطو فاشلة، لكن فقط من أجل أن تتمكن أراملهم من إتمام المهمة.

## بطولة
- فيولا ديفيس بدور فيرونيك رولينز.
- ميشيل رودريغيز بدور ليندا بيريلي.
- إليزابيث ديبيكي بدور أليس غانر.
- ليام نيسون بدور السيد رولينز، زوج فيرونيكا.
- كولين فاريل بدور جاك موليغان، ابن السيد موليغان ورجل سياسة سيجدان نفسيهما في خليط مع خطط الأرامل.
- روبرت دوفال بدور هانك بيم.
- كاري كون.
- غاريت ديلاهونت.
- جاكي ويفر.
- لوكاس هاس.
- مايكل هارني بدور الرقيب فولر، شرطي فاسد متورط في المؤامرة.
- جون بيرنثال في دور أحد أزواج الأرامل.

## التصوير
التصوير الرئيسي للفيلم ابتدأ في الثامن من مايو 2017.

## الإصدار
عرض الفيلم لأول مرة في مهرجان تورونتو السينمائي الدولي، في 8 سبتمبر 2018. وقد تم عرضه في قاعات السينما ابتداء من 16 نوفمبر 2018.

### شباك التذاكر
اعتبارا من 26 يناير 2019، حقق الفيلم عائدات بقيمة 42.4 مليون دولار في الولايات المتحدة وكندا، وما مجموعه 33.2 بالنسبة لعائدات باقي مناطق العالم، بإجمالي عائدات عالمية بلغ 75.6 مليون دولار، مقابل ميزانية إنتاج بلغت 42 مليون دولار.

### الإستقبال النقدي
تلقى الفيلم إشادة كبيرة من معظم النقاد. حصل الفيلم على تقييم 91% على
موقع الطماطم الفاسدة مع متوسط تقييم 8.1/10، بناءً على 349 مراجعة. أما على موقع ميتاكريتيك فقد حصل الفيلم على معدل 84 من 100 بناء على 57 مراجعة.

## وصلات خارجية
أرامل على موقع IMDb (الإنجليزية)
- أرامل على موقع ميتاكريتيك (الإنجليزية)
- أرامل على موقع روتن توميتوز (الإنجليزية)
- أرامل على موقع ألو سيني (الفرنسية)
- أرامل على موقع Turner Classic Movies (الإنجليزية)
- أرامل على موقع بوكس أوفيس موجو (الإنجليزية)
- أرامل على موقع فيلمافينيتي (الإسبانية)
- أرامل على موقع قاعدة بيانات الفيلم (الإنجليزية)
- أرامل على موقع ليتربوكسد (الإنجليزية)
- أرامل على موقع كينوبويسك (الروسية)